# 気風
| ウィキペディアには「気風」という見出しの百科事典記事はありません（タイトルに「気風」を含むページの一覧/「気風」で始まるページの一覧）。 代わりにウィクショナリーのページ「気風」が役に立つかもしれません。 |